# Mellow Yellow (singolo)
Mellow Yellow è un singolo del cantautore britannico Donovan, pubblicato nel 1967 come estratto dall'album omonimo. Alla fine del 1966 arrivò in seconda posizione nella classifica statunitense di Billboard e all'inizio del 1967 alla numero 8 in Gran Bretagna.

## Descrizione

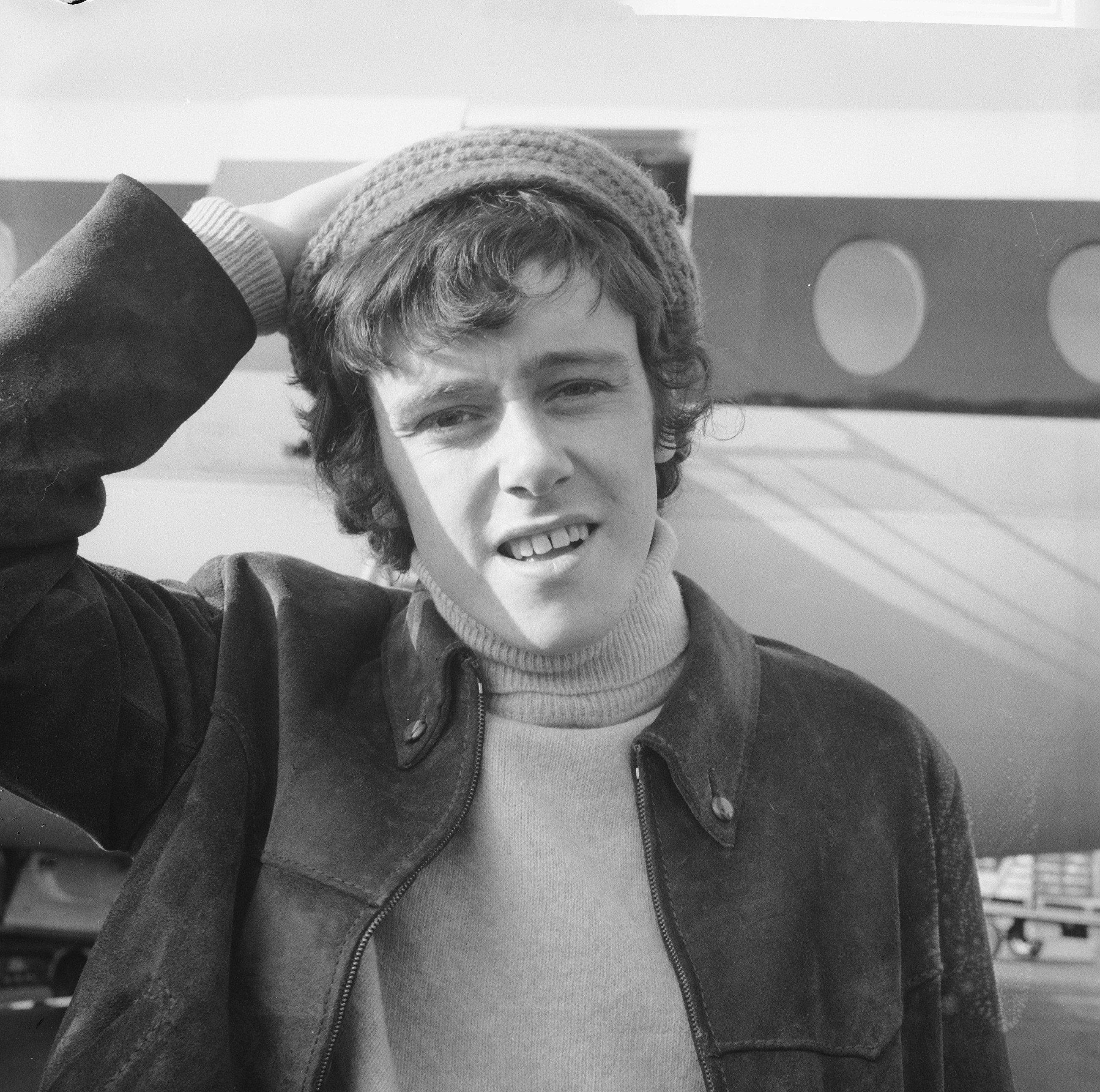
Donovan

Qualcuno dice che la canzone parli dell'usanza di fumare la buccia di banana secca, che si pensava fosse una sorta di allucinogeno, ma negli anni '60 questa teoria è stata smontata. Secondo le note di copertina nell'album Donovan's Greatest Hits, la teoria secondo la quale ci si potesse sballare con la buccia di banana secca risale al 1966 e si deve a Country Joe McDonald e Donovan ne venne a conoscenza solo tre settimane prima dell'uscita del 45 giri di Mellow Yellow. Secondo Rolling Stone, più tardi lui ammise di riferirsi al vibratore), una "banana elettrica" così lo definisce nel testo della canzone. Questo è stato ulteriormente ribadito da lui in un'intervista a New Musical Express: « ...è una canzone che dice di restare calmi e rilassati, e anche sulle banane elettriche, che erano vibratori per le donne».
In sottofondo si possono sentire le grida di gioia di Paul McCartney, ma il «Quite rightly!» sussurrato nelle linee di risposta del ritornello non è Paul, ma dello stesso Donovan. A Donovan poi si deve un piccolissimo contributo al testo della canzone dei Beatles, Yellow Submarine, e McCartney suonò, senza essere menzionato nelle note di copertina, in alcune canzoni dell'album Mellow Yellow.
Nel 2005 la canzone è stata rimasterizzata dalla EMI per riedizione dell'album Mellow Yellow.
Uno dei più vecchi coffee shop di Amsterdam (ora chiuso) si chiamava "Mellow Yellow".

## Cover
- Nel 1967, Caterina Caselli l'ha cantata in italiano con il titolo Cielo giallo e anche la cantante soul Big Maybelle nel suo album Got a Brand New Bag.
- Nel 1968, rifatta anche dal cantante tastierista britannico Georgie Fame nel suo album The Third Face of Fame.
- Nel 1970, una versione in ceco è stata fatta dal cantante e attore ceco Václav Neckář per l'etichetta Supraphon.
- Nel 1999, Mellow Yellow è stata reinterpretata da un gruppo di giovani adulti, fra loro gli allora sconosciuti Alex Greenwald, Rashida Jones e Jason Thompson, nello spot della Gap Everybody in Cords diretto da Pedro Romhanyi. Il missaggio musicale è stato fatto dai Dust Brothers.
- Nel 2015 la canzone è stata rifatta dal cantante spagnolo Abraham Mateo per la Colonna Sonora e la promozione del film Minions.
- In Brasile Michel Teló l'ha cantata, in portoghese, sempre per il film.